# Комаров, Дмитрий Михайлович
Дмитрий Михайлович Комаров (7 ноября 1931 — 24 мая 2002 года) — советский военно-морской деятель, вице-адмирал.

## Карьера
Окончил минно-торпедный факультет Высшего военно-морского училища имени Фрунзе (1953). Лейтенант (1953).
Командир подводной лодки, 1972—1973 — командир 162-й бригады подводных лодок Краснознаменного Северного флота.
В 1976 — заместитель начальника штаба Камчатской военной флотилии Краснознаменного Тихоокеанского флота.
В 1977 — начальник штаба, первый заместитель командующего Камчатской военной флотилией Тихоокеанского флота.
1983—1986 командующий Камчатской флотилией разнородных сил Тихоокеанского флота.
1986—1987 — первый заместитель командующего Тихоокеанским флотом.
1987 — первый заместитель начальника Главного штаба ВМФ.